# 25 Arietis
25 Arietis är en gulvit stjärna i huvudserien i stjärnbilden Valfisken. Trots sin Flamsteed-beteckning tillhör den inte Vädurens stjärnbild. Den ligger på gränsen mellan stjärnbilderna och fick byta tillhörighet vid översynen av gränser mellan stjärnbilderna år 1930 och benämns efter bytet av stjärnbild ofta med sin HD-beteckning, HD 15228.
25 Arietis har visuell magnitud +6,45 och ligger därmed precis på gränsen för vad som går att se för blotta ögat vid god seeing. Den befinner sig på ett avstånd av ungefär 120 ljusår.